# جوان إليس
جوان إليس (بالإنجليزية: Joanne Ellis) هي لاعب هوكي الحقل بريطانية، ولدت في 28 يونيو 1981.

## وصلات خارجية
- جوان إليس على موقع اللجنة الأولمبية الدولية (الإنجليزية)
- جوان إليس على موقع أوليمبيديا (الإنجليزية)
- جوان إليس على موقع اللجنة الأولمبية البريطانية (الإنجليزية)
- جوان إليس على موقع اتحاد ألعاب الكومنولث (مؤرشف) (الإنجليزية)
- جوان إليس على موقع دورة ألعاب الكومنولث 2006 (مؤرشف) (الإنجليزية)